# ۲۰۳ (میلادی)
۲۰۳ (میلادی) دویست  و سومین سال تقویم میلادی است.

## درگذشتگان
‎